# Herbert Oertel (Buchhändler)
Herbert Oertel (* 7. Juni 1905 in Leipzig; † unbekannt) war ein deutscher Buchhändler und Funktionär der Hitler-Jugend.

## Leben
Oertel absolvierte bis 1922 eine Ausbildung zum Buchhändler und wurde 1934 Propaganda- und Vertriebsleiter in einem Verlag in Potsdam. Ab 1936 war er Förderndes Mitglied der SS. 1937 trat er der Hitler-Jugend bei und wurde zunächst ehrenamtlicher Referent für Jugoslawien in der Reichsjugendführung, bevor er diese Funktion 1939 hauptberuflich übernahm. In Zagreb wurde er 1941 Chef der Landesjugendführung der Hitler-Jugend in Kroatien. Als Gastprofessor hielt er an der dortigen Universität Lehrveranstaltungen.

## Publikationen
- Schirokko – und der Heiner weg. Eine dalmatinische Geschichte. 1935
- mit Prinz Kamuran Aali Bedir-Khan: Der Adler von Kurdistan. Potsdam 1937.
- Erlebnis Dalmatien. Berlin 1938.
- Mazedonien. Leben und Gestalt einer Landschaft. Berlin 1940.